# Rivetina baetica tenuidentata
Rivetina baetica tenuidentata es una subespecie de mantis de la familia Mantidae.

## Distribución geográfica
Se encuentra en Egipto, Argelia, Italia, Chipre, Libia, Malta, Marruecos, Mauritania, Senegal, Chad, Túnez, Grecia y Turquía.